# Lucaskerk (Breda)

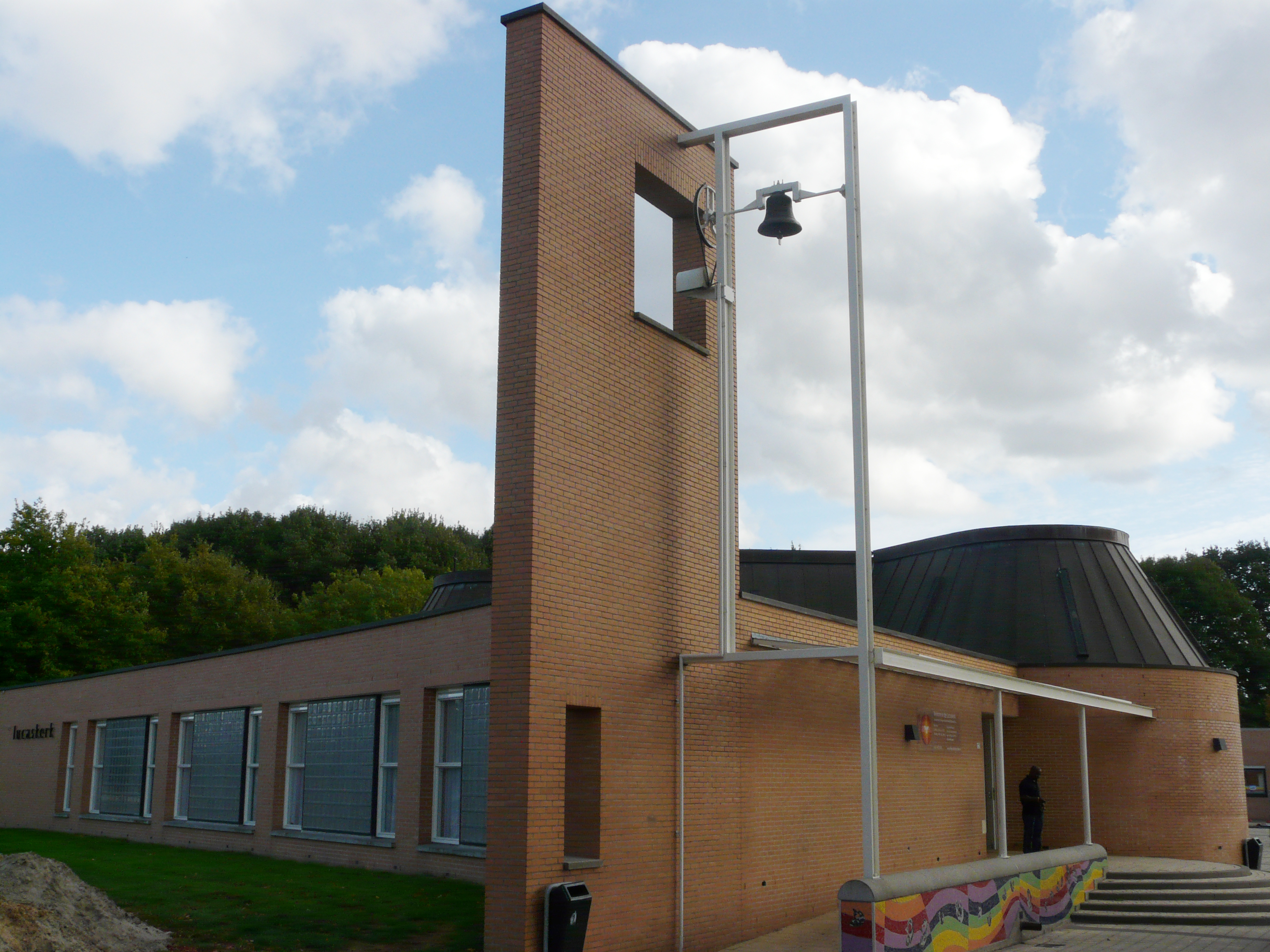

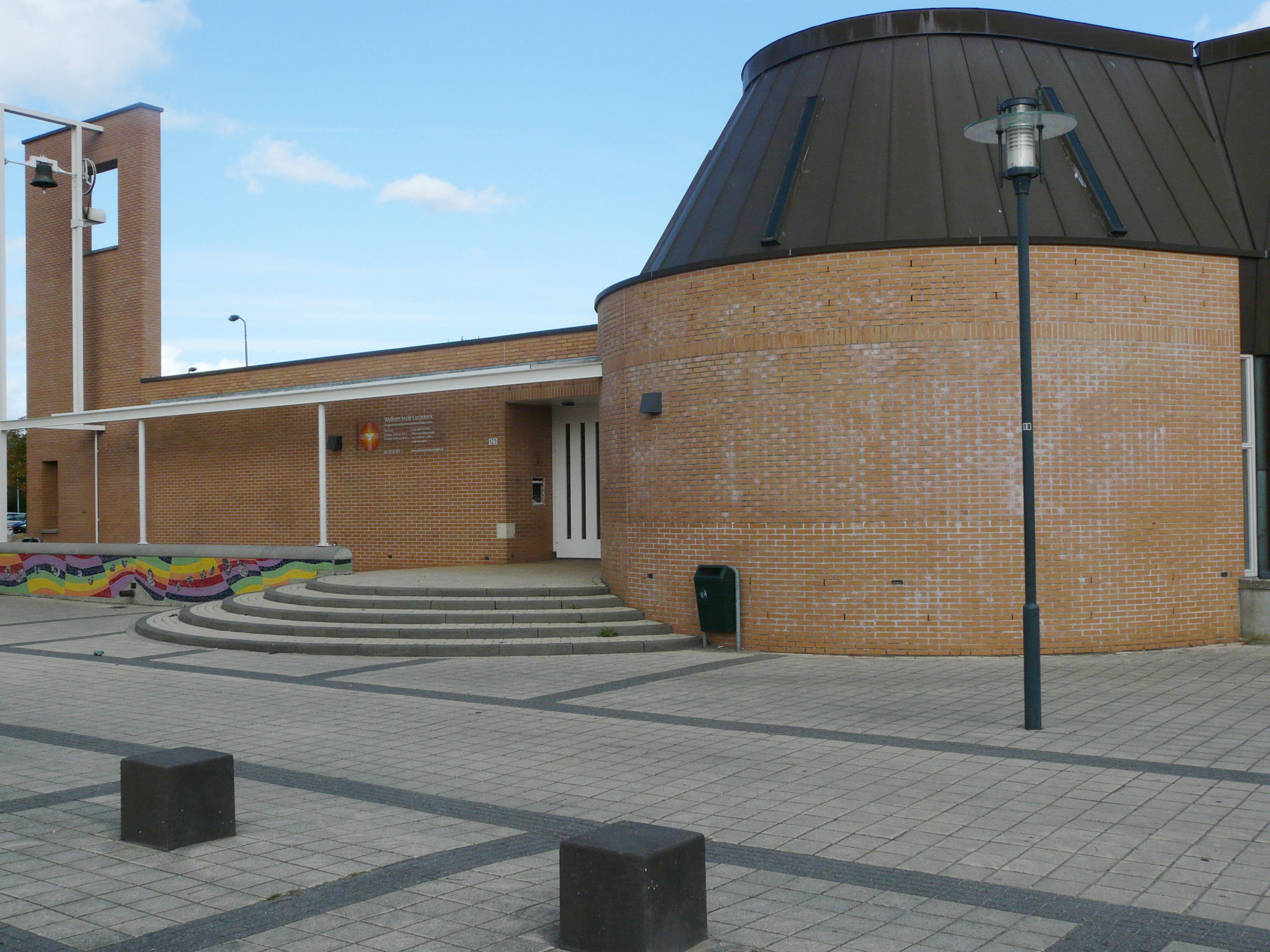

Lucaskerk is een kerk tegenover het winkelcentrum Heksenwiel in de wijk Heksenwiel in de Haagse Beemden in Breda.
De kerk is ontworpen door H.J. Groeneweg uit Dordrecht. De kerk is in gebruik genomen in 1994. In de kerk zijn diensten van de Protestantse wijkgemeente NoorderBeemden.